# Mariko Ebralidse

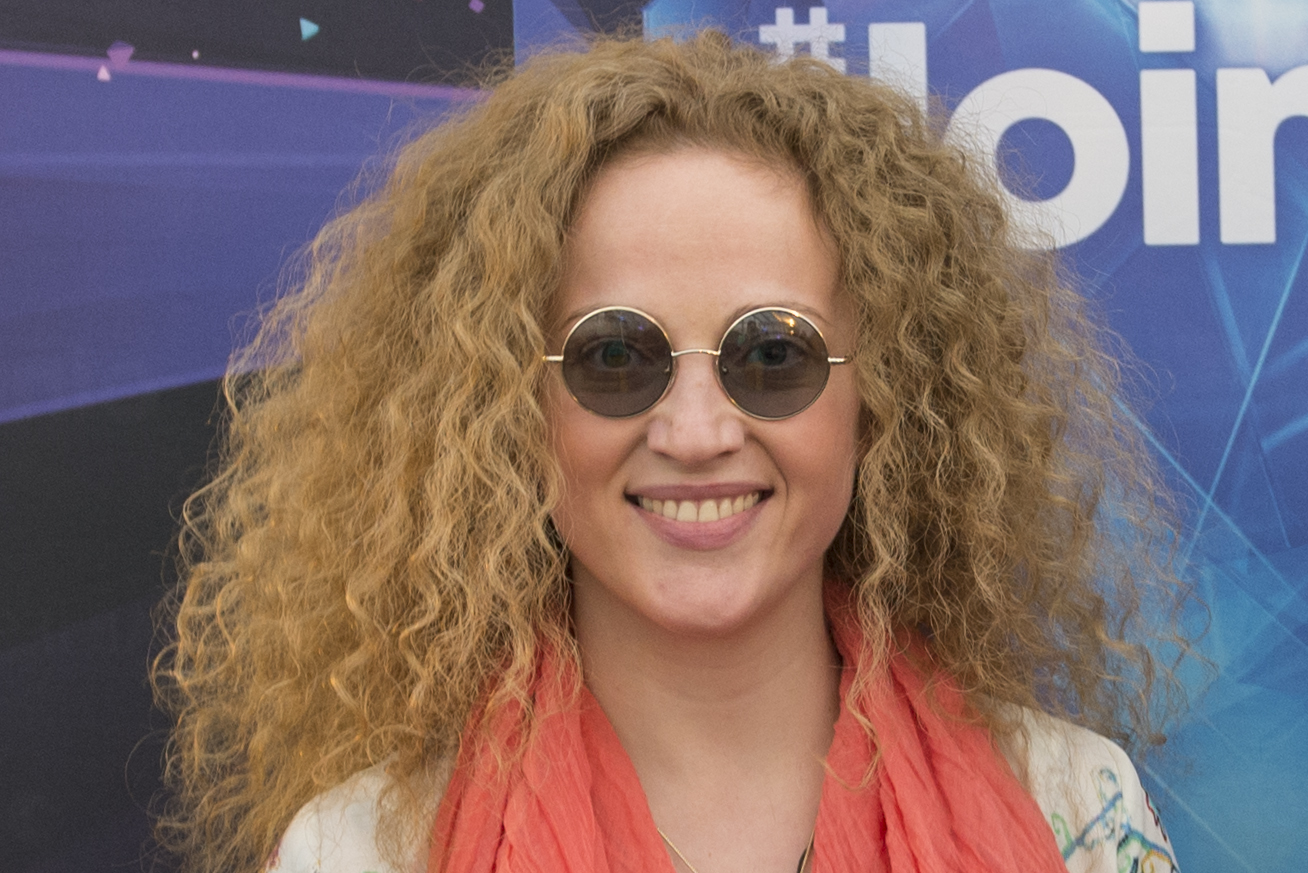
Mariko Ebralidse (2014)

Mariko Ebralidse (georgisch მარიკო ებრალიძე; * 1984 in Tiflis) ist eine georgische Jazz-Sängerin.

## Leben und Wirken
Ebralidse ist ausgebildete Sängerin und Gesangslehrerin. In Georgien tritt sie mit Jazzgruppen oder einer Big Band auf.
Am 4. Februar wurde vom georgischen Rundfunk SSM bekanntgegeben, dass sie zusammen mit der Weltmusik-Band The Shin Georgien beim Eurovision Song Contest 2014 in Kopenhagen vertreten wird. Der Titel des Beitrags lautet Three Minutes to Earth und wurde im März 2014 veröffentlicht. Nach dem Auftritt im zweiten Halbfinale konnte sich das Gespann jedoch nicht fürs Finale qualifizieren. 